# یوهین زیردم‌حنایی
یوهین زیردم‌حنایی (نام علمی: Yuhina occipitalis) نام یک گونه از سرده یوهین است.